# Baratan (Binakal)
Baratan is een bestuurslaag in het regentschap Bondowoso van de provincie Oost-Java, Indonesië. Baratan telt 627 inwoners (volkstelling 2010).